# Bjorkdale n.º 426
Bjorkdale n.º 426 es un municipio rural canadiense situado en la provincia de Saskatchewan.

## Superficie
Bjorkdale n.º 426 tiene una superficie de 1438,66 km².

## Demografía
En 2021, tenía 906 habitantes, una densidad poblacional de 0,6 hab./km², y 1009 viviendas.